# Гаспаро да Сало
Гаспа́ро да Сало́ (іншими словами Гаспаро із Сало, італ. Gasparo da Salò; (20 травня 1540 — 14 квітня 1609, Брешія, Італія)
Справжнє прізвище Бертолотті. Вважається автором перших скрипок сучасного типу поряд з такими майстрами як Андреа Аматі (Кремона) і Джовані Маджіні (Брешіа).
Народився в містечку Сало́ на березі озера Гарда в Італії.
Сучасна форма скрипки була визначена якраз у XVI столітті, тому Гаспаро да Сало вважають одним з винахідників цього інструмента.